# Syncephalis depressa
Syncephalis depressa är en svampart som beskrevs av Tiegh. & G. Le Monn. 1873. Syncephalis depressa ingår i släktet Syncephalis och familjen Piptocephalidaceae.   Inga underarter finns listade i Catalogue of Life.